# یانکی باشکوه (فیلم ۱۹۵۰)
یانکی باشکوه (انگلیسی: The Magnificent Yankee) فیلمی به کارگردانی جان استرجس است که در سال ۱۹۵۰ منتشر شد.

## بازیگران
- لوئیس کالهرن
- آن هاردینگ
- ایان ولف
- ریچارد اندرسون
- جیمی لایدن
- جان فیلیپ لا